# ژئومرفولژی (کتاب)
ژئومرفولژی کتابی از روژه کک با ترجمهٔ فرج‌الله محمودی است که در سال ۱۳۷۰ منتشر و در مراسم کتاب سال جمهوری اسلامی ایران به‌عنوان کتاب برگزیده معرفی شد.